# Alexandr Poljakov
Alexandr Markovič Poljakov (* 27. září 1945) je ruský teoretický fyzik, působící na Landauově institutu, později na Princetonské univerzitě. 

## Důležité objevy
Poljakov je znám pro celou řadu zásadních příspěvků v oblasti kvantové teorie pole. včetně práce nyní nazývané 't Hooftův-Poljakovův monopól v neabelovské kalibrační teorii. Na tento objev přišel nezávisle na 't Hooftovi.  Jeho způsob základní formulace teorie strun měl trvalý a hluboký vliv na koncepční a matematické pochopení této teorie.  Jeho práce s názvem nekonečná konformní symetrie ve dvourozměrné kvantové teorii pole, kterou napsal společně s Alexandrem Beljavinem a Alexandrem Zamolodčikovem a která založila dvourozměrnou konformní teorii pole je již klasická.  Hrál také důležitou roli při objasnění koncepčního rámce práce Kennetha Wilsona Formuloval průkopnické nápady ohledně kalibračně strunové duality dlouho předtím než přišla teorie AdS/CFT. Patří mu i další významné objevy v teorii strun a představách o turbulencích.
Velmi brzy v rámci své kariéry, v rámci studentské práce v roce 1965, navrhl existenci Higgsova mechanismu, mírně později, avšak nezávisle na ostatních pracích Petera Higgse a dalších.  Publikace byla mírně zpožděna redakcí a vyšla v roce 1966. 

## Ocenění
V roce 1994 obdržel Lorentzovu medaili.
Byl zvolen do Sovětské akademie věd v roce 1984  a do Americké akademie věd v roce 2005. 